# Джумакеев, Алмаз Дженишевич
Алмаз Дженишевич Джумакеев (кирг. Алмаз Жениш уулу Жумакеев; род. 6 марта 1970, Пржевальск) — представитель высшего командования Вооружённых сил Республики Казахстан, генерал-майор (2011). В прошлом командир 36-й и 37-й десантно-штурмовых бригад Вооружённых сил Республики Казахстан.

## Биография
Родился в офицерской семье. Отец Джумакеев Джениш Сабирович (1943—2009), окончил Московское пограничное военное училище КГБ СССР, служил на разных должностях в Пограничных войсках КГБ СССР, на пенсию вышел в звании полковника. Дважды направлялся в командировку для прохождения воинской службы в Афганистане (1979—1981 гг и 1983—1984 гг.).
В 1988 году закончил Республиканскую специальную школу-интернат (РСШИ) во Фрунзе (Бишкек).
В 1992 году окончил Рязанское высшее воздушно-десантное командное училище.
Офицерскую службу начинал в июне 1992 года в 35-й отдельной гвардейской десантно-штурмовой бригаде ВС РК, с должности командира парашютно-десантного взвода.
С сентября по октябрь 1992 года принимал участие в боевых действиях по охране Государственной границы СНГ, в зоне ответственности Пянджского пограничного отряда пограничных войск Российской Федерации, в Таджикистане.
Ноябрь 1992 года — ноябрь 1993 — командир разведывательного взвода 2-го десантно-штурмового батальона, 35-й бригады в городе Капчагай.
Ноябрь 1993 — октябрь 1994 — командир штабной роты 2-го десантно-штурмового батальона 35-й бригады.
Октябрь 1994 — июнь 1995 — заместитель командира 2-го десантно-штурмового батальона по боевой подготовке 35-й бригады.
Июнь 1995 — февраль 1997 — командир 2-го десантно-штурмового батальона (на автомобилях) 35-й бригады.
Февраль 1997 — май 1998 — командир 1-го десантно-штурмового батальона (на БТР-80) 35-й бригады.
Май 1998 — август 1998 — командир 351-го отдельного десантно-штурмового батальона (на автомобилях), 35-й бригады (после переформирования).
Август 1998 — июнь 2001 — слушатель заочного отделения Военной Академии ВС РК.
Август 1998 — август 2001 — командир 353-го отдельного десантно-штурмового батальона (на автомобилях) 35-й бригады.
Август 2001 — октябрь 2003 — начальник штаба — заместитель командира 35-й бригады.
Октябрь 2003 — сентябрь 2009 — командир 37-й отдельной десантно-штурмовой бригады в г.Талдыкорган. Непосредственно возглавлял процесс переформирования 517-го мотострелкового полка 68-й мотострелковой дивизии в 37-ю бригаду.
Сентябрь 2009 — апрель 2010 — Начальник Департамента боевой подготовки и службы войск Комитета начальников штабов в Министерстве обороны РК.
Апрель 2010 — сентябрь 2010 — Первый заместитель командующего Региональным командным управлением «Астана» — начальник штаба Управления командующего войсками РгК «Астана».
Сентябрь 2010 — май 2011 — Заместитель Главнокомандующего Сухопутными войсками ВС РК — Начальник Главного Управления по Воспитательной и Социально-Правовой Работе.
Май 2011 — октябрь 2015 — Командир 36-й отдельной десантно-штурмовой бригады Аэромобильных войск в г.Астана.
6 мая 2011 года Президент Республики Казахстан присвоил Джумакееву Алмазу воинское звание генерал-майор.
15 октября 2015 года распоряжением Главы государства назначен командующим Аэромобильными войсками Вооруженных Сил Республики Казахстан.
18 апреля 2018 года распоряжением Главы государства Джумакеев Алмаз Дженишевич освобожден от должности командующего Десантно-штурмовыми войсками Сухопутных войск Вооруженных Сил Республики Казахстан в связи с переходом на другую работу.
Апрель 2018 — декабрь 2018 — заместитель главнокомандующего Сухопутными войсками Вооруженных Сил Республики Казахстан (по боевой подготовке) — начальник главного управления боевой подготовки Управления главнокомандующего СВ ВС РК.
Декабрь 2018 — июль 2019 — начальник Департамента боевой подготовки ГШ ВС РК
Июль 2019 — июнь 2021 — Слушатель факультета академии Генерального штаба Национального Университета Обороны имени первого президента Республики Казахстан Н. А. Назарбаева.
Июнь 2021 — март 2022 — заместитель главнокомандующего Сухопутными войсками Вооруженных Сил Республики Казахстан (по боевой подготовке) — начальник главного управления боевой подготовки Управления главнокомандующего СВ ВС РК.
С марта 2022 года — Командующий Десантно-штурмовыми войсками Сухопутных войск Республики Казахстан.

## Семья
Супруга: Джумакеева Жулдуз Айдаровна.
Воспитывают четверых детей.

## Награды
- Орден Айбын II степени
- Орден «Данк» II степени
- Медали